# Elatostema lungzhouense
Elatostema lungzhouense är en nässelväxtart som beskrevs av Wen Tsai Wang. Elatostema lungzhouense ingår i släktet Elatostema och familjen nässelväxter. Inga underarter finns listade i Catalogue of Life.